# Тимченко, Вячеслав Степанович
Вячеслав Степанович Тимченко (род. 20 ноября 1955, Новошахтинск) — российский политик, сенатор Российской Федерации (с 2014). Председатель Комитета Совета Федерации по Регламенту и организации парламентской деятельности (с 2019).
Депутат Государственной думы (2003—2014). Секретарь Чувашского регионального отделения партии «Единая Россия» (2022).

## Биография
В 1978 году окончил Новочеркасский политехнический институт, до 1979 года работал инженером на Коломенском тепловозостроительном заводе имени В. В. Куйбышева, затем заведовал организационным отделом Коломенского городского комитета ВЛКСМ. В 1981—1983 годах проходил действительную военную службу, после чего занял в Центральном комитете ВЛКСМ должность заместителя начальника штаба ударной комсомольской стройки — газопровода «Союз», а в 1985—1990 годах работал в Московском областном комитете ВЛКСМ. Затем стал заместителем директора программы «Территория» Российско-Американского университета, позднее возглавил её.
В 1991—1992 годах являлся исполнительным директором ООО «Центр — Компакт», в 1992—1994 годах занимал должность заместителя управляющего Московского областного филиала АКБ «Финист Банк», затем до 1995 года занимался связями с общественностью в банке «Менатеп» и до 1997 года — в ЗАО «Роспром». Возглавлял службы по связям с органами государственной власти ОАО «Альфа-банк» (1997—1998) и ОАО «Тюменская нефтяная компания» (1998—2001), затем до 2003 года занимал в ТНК должность старшего вице-президента, руководителя Блока поддержки и обеспечения бизнеса.
В 2000 году окончил аспирантуру Российской академии государственной службы при президенте России. С 2001 года — обладатель звания «Почётный нефтяник».
С 2003 по 2014 год являлся депутатом Государственной думы IV, V и VI созывов. Состоял во фракции «Единой России». В 2004 году избран секретарём политсовета Тюменского регионального отделения партии.
Возглавил в Думе Комитет по местному самоуправлению, а в ноябре 2008 года на II съезде общественной организации «Всероссийский совет местного самоуправления» был избран её председателем.
17 сентября 2009 года «Единая Россия» предложила президенту Медведеву три кандидатуры на должность губернатора Курганской области. Наряду с действующим главой региона Олегом Богомоловым были названы депутаты Госдумы Игорь Баринов и Вячеслав Тимченко, но в итоге свою должность сохранил Богомолов.
24 сентября 2014 года указом губернатора Кировской области Никиты Белых наделён полномочиями члена Совета Федерации Федерального Собрания Российской Федерации — представителя от исполнительного органа государственной власти Кировской области на срок пребывания Белых в должности губернатора.
28 июля 2016 года президент Путин после ареста Белых уволил его с должности губернатора.
6 октября 2016 года Законодательное собрание Кировской области наделило Тимченко полномочиями своего представителя в Совете Федерации. Итоги этого голосования были оспорены оппозиционными депутатами, заявившими о нарушении регламента и устава области (в частности, они не имели положенных 8 дней на выдвижение альтернативных кандидатур). Тем не менее, за включение в список кандидатов бывшего единоросса, а на тот момент депутата от Справедливой России Василия Сураева проголосовали 20 депутатов при 24 воздержавшихся (причём, среди поддержавших Сураева были 5 депутатов от «Единой России»).
Руководитель Приволжского межрегионального координационного совета «Единой России», с декабря 2017 года — член президиума генсовета партии. Первый заместитель председателя комитета Совета Федерации по экономической политике.
С 29 мая 2019 года — председатель комитета Совета Федерации по Регламенту и организации парламентской деятельности.

## Международные санкции
9 марта 2022 года, на фоне вторжения России на Украину, внесён в санкционный список всех стран Европейского союза так как он голосовал за ратификацию договоров о дружбе с самопровозглашёнными ЛНР и ДНР.
24 марта 2022 года внесён в санкционный список Канады «соратников режима» за «содействие в нарушения суверенитета и территориальной целостности Украины»
30 сентября 2022 года внесён санкционный список Соединенных Штатов Америки «за аннексию Путиным регионов Украины» и одобрения закона о фейках. Государственный департамент отмечает что сенаторы  «проголосовали за одобрение просьбы Путина о вводе войск в Украину, что послужило неоправданным предлогом для полномасштабного вторжения России в Украину».
По аналогичным основаниям, был включён в санкционные списки Великобритании, Швейцарии, Австралии, Украины, Японии и Новой Зеландии.

## Государственные награды
- Орден «Знак Почёта» (1986)
- Медаль ордена «За заслуги перед Отечеством» II степени (2006)
- Орден «За заслуги перед Отечеством» IV степени (2011)
- Почётная грамота правительства Российской Федерации (2013)[15]
- Почётная грамота Президента Российской Федерации (2014)[16].
- Орден Почёта (2018)
- Орден «За заслуги перед Отечеством» III степени (2023)[17]
- Медаль Столыпина П. А. II степени (2025)[18]